# Amatersko prvenstvo Francije 1964
Amatersko prvenstvo Francije 1964 v tenisu.

## Moški posamično
Manuel Santana :  Nicola Pietrangeli  6-3, 6-1, 4-6, 7-5

## Ženske posamično
Margaret Smith :  Maria Bueno  5-7, 6-1, 6-2

## Moške dvojice
Roy Emerson /   Ken Fletcher :  John Newcombe /  Tony Roche 7–5, 6–3, 3–6, 7–5

## Ženske dvojice
Margaret Smith /  Lesley Turner Bowrey :  Norma Baylon /  Helga Schultze  6–3, 6–1

## Mešane dvojice
Margaret Smith /  Ken Fletcher :  Lesley Turner Bowrey /  Fred Stolle  6–3, 4–6, 8–6